# Brik (périodique)
Pour l’article homonyme, voir Brik.
Brik est un périodique de bande dessinée de l'éditeur de petit format Aventures & Voyages qui a eu 217 numéros d'octobre 1948 à avril 1987. Mensuel créé en octobre 1948  au format 24 x 36, il fusionne avec Yak en avril 1950 et devient Brik-Yak. En mars 1951, il redevient Brik et passe au format poche. En octobre 1970, il devient trimestriel.
Sa série éponyme, créée par le dessinateur Cézard et le scénariste Marcel Navarro (sous le pseudonyme J.-K. Melwyn-Nash) raconte les aventures de Brik de Grimompont, un noble français contraint de devenir corsaire pour le roi de France.

## Séries prépubliées
- Archibald (Guy Lehideux) : no 160
- Bang Bang Sam (Vicar) : no 170
- Biorn le Viking (Jean Ollivier et Eduardo Teixeira Coelho) : no 56 à 72
- Brik (Marcel Navarro, Jean Ollivier, Maurice Limat au scénario et Jean Cézard, Jacques Arbeau, Pedro Alferez, Enzo Chiomenti au dessin) : no 1 à 154.
- Calico Jack (Carlos Albiac et Angel Alberto Fernandez) : no 197 à 216.
- Calligan : no 16 à 19
- Capitaine Tempête : no 197, 198
- Capt'ain Vir-de-Bor (Eugène Gire et Michel-Paul Giroud)
- Carabine Jones : no 1, 2
- Cisco le vengeur (J. B. Artés et Juan Rafart) : no 8 à 22, 29 à 32, 37
- Danny Hale (Norman Marsh) : no 44 à 47
- Diavolo corsaire de la reine (Mario Sbaletta) : no 188 à 190
- Éric Tête-Folle (Max Lenvers, Boivent, etc.) : no 214 à 217.
- Fils des Bois : no 199 à 203.
- Fishboy (Scott Goodall et John Stokes) : no 151 à 185.
- Jean le tambour (Pierre Castex et Eugène Gire) : no 25 à 39.
- Jezab (Enzo Chiomenti) : no 7 à 11.
- Jim Wes : no 16 à 23
- L'Archer fantôme : no 24 à 28
- L'Hirondelle des mers (Jesús Blasco) : no 180 à 182
- Le Cheik blanc : no 48 à 53
- Le Corsaire de fer (scénarios de Víctor Mora (sous le pseudonyme de Víctor Alcázar), Juan Manuel Gonzáles Cremona, José Luis Barón Sesé, dessin de Ambrós (Miguel Ambrosio Zaragoza)) : no 155 à 213.
- Le Fantôme de Masthead Manor : no 183 à 190.
- Le Messager du Roy Henri (Eugène Gire)
- Le Serpent et le lion : no 171, 172
- Les Monstres du Tachimbo : no 207 à 209
- Les Quatre magnifiques (Franco Frescura et Floriano Bozzi) : no 82 à 95
- Les Trois de l'Étoile polaire : no 20 à 24
- Les Trois Mousquetaires (Eugène Gire) : no 96 à 105.
- 'Max des îles (Silverio Pisu et Alberto Castiglioni) : no 210 à 217.
- Mission impossible (John Wagner & Ian Gibson) : no 204 à 206.
- Professeur Cumulus : no 174, 175
- Raca (Enzo Chiomenti) : no 3 à 6.
- Richard le Diable des mers : no 29 à 32
- Rok l'invisible (Sandro Angiolini puis Guido Zamperoni) : no 54 à 114, 126 à 157.
- Rol Pam (Onofrio Bramante) : no 115 à 125
- Sandokan (Daniele Fagarazzi et Maurizio Santoro) : no 191 à 196.
- Tom Patapom (Leone Cimpellin) : no 158 à 161.
- Tony : no 40 à 43
- Toÿ (Michel-Paul Giroud) : no 205